# Etruria Mobilità
Etruria Mobilità s.c.a.r.l. è una società consortile a responsabilità limitata, nata nel 2005, che gestisce il trasporto pubblico locale nella città di Arezzo e provincia. I soci consortili sono Busitalia-Sita Nord s.r.l., Tiemme S.p.A., Autolinee Toscane S.p.A., Trasporti toscani S.r.l., Baschetti Autoservizi S.r.l., Autolinee Fabbri s.n.c. e ALA Bus S.r.l..

## Esercizio
Etruria Mobilità s.c.a.r.l. gestisce il trasporto pubblico urbano ed interurbano a Arezzo e in tutta la provincia, oltre che in una parte della provincia di Firenze.
Dal 1 gennaio 2018 opera in virtù del contratto ponte tra Regione Toscana e la società One scarl.
Dal 1º novembre 2021 la gestione del trasporto pubblico è passata alla multinazionale RATP, tramite la controllata Autolinee Toscane, azienda risultante vincitrice di un precedente appalto indetto dalla Regione Toscana.